# Polska na Zimowym Pucharze Europy w Rzutach 2011
Polska na Zimowym Pucharze Europy w Rzutach 2011 – reprezentacja Polski podczas zimowego pucharu, który odbywał się 19 i 20 marca w stolicy Bułgarii Sofii, liczyła pięciu zawodników. 

## Występy reprezentantów Polski

### Mężczyźni
- Rzut oszczepem
  - Paweł Rakoczy z wynikiem 76,93 zajął 4. miejsce
  - Hubert Chmielak z wynikiem 73,98 zajął 5. miejsce w gronie młodzieżowców

### Kobiety
- Rzut młotem
  - Joanna Fiodorow nie oddała żadnego nieprzekroczonego rzutu i nie została sklasyfikowana startując w słabszej grupie B
  - Magdalena Szewa z wynikiem 55,85 zajęła 10. miejsce w gronie młodzieżowców

- Rzut oszczepem
  - Marta Kąkol z wynikiem 48,68 zajęła 10. miejsce w gronie młodzieżowców